# Фахверк
Фахверк (на немски: Fachwerk, от Fach – отделение (напр. рафт на шкаф, джоб на чанта, чекмедже на скрин) и Werk – изделие, изработка) – буквално: „отделоизработване“, е начин на строителство на сгради, при който паянтовата конструкция, използвана за строежа, умишлено се оставя частично видима на повърхността на сградата след завършека на строежа; това е характерно за селската архитектура на много страни от Централна и Северна Европа. Фахверкът представлява дървена скелетна конструкция, образувана от система от хоризонтални и вертикални греди, свързани ставно във възлите със скоби, които образуват по този начин четириъгълници („отделения“), които се запълват с камъни, тухли, глина (кирпич) и други материали. Фахверкът в строителното инженерство се нарича ферма (виж за сравнение).
Наред с носещите конструкции – скелетните стълбове, хоризонталните греди на междуетажните плочи и подсилващите скоби, фахверкът играе декоративна роля и пести строителен материал. Подобно на класическия архитектурен ордер, той има функционален произход от сферата на строителните конструкции, но в съвършения си вид служи просто за изобразяване на строителната конструкция по повърхността на външните стените с декоративни цели. В хода на развитието си конструктурните елементи на фахверковата сграда постепенно се превръщат в своеобразен орнамент. Краищата на носещите греди, които се показват на повърхността на стените, показват вътрешната структура на сградата. В този случай стената, с изключение на ъгловите опори, не се явява носеща.

## История
Фахверковите строителни методи възникват в резултат на преосмисляне на техниката за издигане на укрепления от древните римляни в завоюваните от тях земи на франките и галите. Гало-римските строители сглобявали дървени конструкции, след което ги запълвали с камъни или тухли с циментов разтвор, подобен на „римския бетон“, а вертикалните стълбове, подпорите и хоризонталните пръти не били замаскирвани, а извеждани на повърхността на стените. Зидарията била варосвана с вар и креда, а дървеното скеле било оставяно в естествения му дървесен цвят. Това създавало особено впечатление за контраст между дървесинния цвят и белия цвят на зидарията – така скелетната конструкция на сградата се превръщала в декоративен мотив.
Основата на дървената скелетна конструкция и носещите междуетажни плочи от пресичащи се под прав ъгъл греди се наричат „ростверк“ (нем. Rost – решетка и Werk – изработка) – т.е. решетъчна изработка. Решетъчни къщи са били строени навсякъде, където са растели гори и където е имало достатъчно глина, но се усещал или недостиг на строителен камък, или цената му е била висока. Жилищни сгради от този тип са строени през X–XI век, а през XVI век дърводелството достигнало маниеристичния период. В някои къщи в Горна Саксония или Южна Англия фахверковите къщи придобиват особено изискан вид: строителите се надпреварват в създаването на най-сложните модели.

Постепенното натрупване на опит в строителството, усъвършенстването на уменията на дърводелците (за което способствало значително развитието на корабостроенето), както и стремежът за икономия на дървесина и други фактори довели до широкото използване на фахверковия строителен метод в Нидерландия, Саксония, Прусия, Франция, Чехия и Моравия. Богатите жители на градовете запълвали междинното пространство в дървената скелетна конструкция с резбовани дървени панели. Най-широката употреба на резбовани орнаменти датира от края на XVI – началото на XVII век.
- Два андреевски кръста от двете страни на ниша за поставяне на икона да пази къщата
- Символ за „див мъж“
- Фрески
- На ъгъла на къщата има ангел, носещ надвеса; Франкфурт на Майн, Германия

## Преимущества и недостатъци
Технологията за издигане на фахверкови къщи има всички преимущества, присъщи на рамковата технология:
- Висока енергийна ефективност на сградата;
- Бързо издигане на сградата;
- Комфортни условия на живот;
- Дълъг експлоатационен живот на къщата;
- Относително ниски разходи за изграждане на къща;
- Ниски разходи за поддръжка на къщата;
- Добра ремонтопригодност на фахверковите къщи.

Недостатъците са същите като при рамковите къщи:
- Податливост на дървените конструкции към мухъл и плесен;
- Опасност от опожаряване на дървените конструкции;
- Необходимост от принудителна вентилация.

## Разпространение

### Германия
Въпреки значителните разрушения през Втората световна война, например в Брауншвайг, Франкфурт на Майн, Хамбург, Хановер, Халберщат, Нордхаузен, Хилдесхайм, Касел и Нюрнберг, както и загубите в следвоенния период, в Германия са запазени над два милиона фахверкови сгради, включително и няколко фахверкови църкви. Фахверковите сгради все още определят образа на цели стари градове и селищни центрове и до днес. Град Кведлинбург, включен в списъка на ЮНЕСКО, се характеризира с повече от 1300 фахверкови къщи, които засвидетелстват над 500-годишната история на тяхното създаване. По същия начин, в гр. Щолберг, със неговите 354 къщи, целият исторически център на града, състоящ се от над 500 години фахверково строителство, е запазен. Други важни фахверкови селища в този регион са Вернигероде с 624 и Остервик с 353 фахверкови сгради.
Немската фахверкова сграда изненадва с множество различни строителни детайли и декоративни елементи. Регионалните различия са много големи, но някои основни модели са се разпространили в големи части от страната. Например, типични представители на „франконската“ фахверкова сграда могат да бъдат срещнати даже и в регион Елзас, а „алеманската“ фахверкова сграда може да бъдат видяна в подобна форма в югозападна Германия, Швейцария и Форарлберг. „Долно-саксонската“ разновидност на фахверка се отбелязва особено заради богатите си резбовани декоративни форми, които са много по-рядко срещани в Централна и Южна Германия. Тук фахверковите фигурки са направени с много фантазия и привличат вниманието (например извити андреевски кръстове), особено в „франконския“ и „вюртембергския“ район с фахверкови постройки; хубави примери са кметствата в Маркгрьонинген и Гросботвар или аптеката „Палмше“ в Шорндорф. За разлика от тях, фахверковите сгради са почти непознати в стара Бавария.
Особено през 18-ти и 19 век фахверковите стени често са били облицовани с дърво или шисти, така че конструкцията е сравнително трудно да се разпознае с прост поглед отвън. В някои области, например в Бергишем Ланд (Северен Рейн-Вестфалия), са разработени регионални начини за проектиране на фахверкови сгради, в които шистите играят специална роля. Лангенберг (Рейнланд) е добре известен пример за това.
Друга добре позната специална разновидност на фахверковата къща с дървено скеле са т.нар. „умгебиндехаус“ – къща, в която са смесени източният и западният стил на строеж на дървени къщи, като при източния множество греди се редят една над друга, образувайки стена, докато западният стил е типичният фахверк. Много известен пример за такъв смесен тип къщи са дървените къщи в Горна Лужица.

### Швейцария
В Североизточна Швейцария, особено в кантона Тургау и в кантона Цюрих, над 90 процент от по-стари селски къщи са фахверкови сгради; в този регион (смята се, че има над 600 000 чисти фахверкови къщи и множество смесени форми) има села (Унтерщамхайм, Оберщамхайм, Нусбаумен, Юслинген), които се състоят почти изцяло от фахверкови къщи.
Многобройни исторически фахверкови къщи могат да бъдат видени и в кантона Шафхаузен. Фахверкови къщи има също и в западната част на Базел, в северния край на кантон Санкт Гален и в единични случаи в кантоните Швиц, Цуг и Ааргау.
Характерно е червеното боядисване на гредите и белите пълнежи. Правоъгълната решетка почти винаги се пресича от диагонални греди. Музеят на открито „Баленберг“ е основан с цел да запазят застрашените фахверкови сгради.

### Австрия
Класически, неизмазани фахверкови къщи почти не се срещат в Австрия (подобно като в Южна Бавария). Във Форарлберг има само няколко сгради. По-често срещаното е т. нар. бундверк, което на практика представлява фахверк, облицован от вътрешната страна на сградата.

### Франция
Докато регион Елзас, заради своята история и култура, е предимно считан към франкоския и алеманския, т.е. германския стил на фахверкови къщи, то регионите Нормандия и Шампан в частност все още имат голям брой типично френски фахверкови къщи. Въпреки това двете световни войни от 20-ти век са нанесли големи загуби. Хармоничен, единен градски пейзажи все още може да бъде видян в Руан и Троа, както и в някои по-малки населени места. В някои села в Шампан и Бретан могат да се срещнат множество фахверкови къщи.
Нормандия има многобройни малки фахверкови имения, но и останалата част от селската архитектура също се характеризира силно чрез фахверкови къщи. Богатите резби на някои фахверкови къщи, например в Нормандия, впечатляващо документират високото ниво на майсторство на френските дърводелци.
Постсредновековните сгради често имат прости андреевски кръстове или фигури във формата на ромб. Специална особеност са извитите фронтонни панели, които през 19 век с удоволствие са били копирани в Германия.

### Страна на баските
Традиционните баски къщи с фахверкови елементи са самостоятелно стоящи ферми (на баскски език: baserriak). Горните им етажи са изградени с рамкова конструкция. В най-старите дворове и на третия етаж, ако има такъв, понякога се използват кантови дървени греди. Запълването на празнините в рамковата конструкция се осъществява или с плетеница от дървени клони, или с чакъл и глина, а след това се измазва с бяла варова боя или се иззидва с тухлена зидария. Въпреки че цялата носеща конструкция е направена от дърво, дограмата се вижда само на главната фасада, която обикновено е с югоизточно изложение. Дървените греди са предимно боядисани в тъмночервено.
Фермерските къщи се изграждали със зидария (от чакъл, тухли или за предпочитане от твърд камък), когато това било финансово възможно. Фахверк (т.е. дървесинен материал) се смятал за признак на бедност, тъй като дъбната дървесина била по-евтина от зидарията. Следователно, когато парите за даден строеж били на привършване, горният етаж често бил изграждан като фахверк (полудървесна конструкция). Все още съществуващите „baserriak“ с фахверкови горни етажи са строени между 15-ти век и 19-ти век и могат да се срещнат във всички баски райони с атлантически климат, с изключение на региона Суле, но най-често в Лабурдан.
Фахверковите къщите могат да бъдат срещнати в села и градове, подредени в редица, слепени една за друга, както показва снимката от село Юстарис.

### Белгия и Нидерландия
В Белгия къщите с дървен материал се намират главно в провинциите Лиеж, Лимбург и Люксембург. В музеите на открито Fourneau Saint Michel и Bokrijk са реконструирани редица дървени сгради. В град Лиеж през последните години е инвестирано много в реставрацията на много фахверкови къщи. Фахверковите фасади, които са били модернизирани с циментова мазилка с чакъл поради изменящата се мода, отново са били възстановени в първичния им вид. В сравнение с немските фахверкови къщи, фасадите са прости и оскъдно декорирани, единствено с каменна плоча с името на къщата. Дървеният материал по фасадата на къщата рядко се боядисва. За по-богатите градски къщи е типично да има приземен етаж от шистов или варовиков камък или пясъчник, а само горните етажи са от фахверк (т.е. дърво). Хубав пример е родната къща на композитора Андре-Модесте Гретри, сега превърната в музей на Гретри. В Нидерландия дървените къщи се намират главно в провинция Лимбург.

### Англия
Средновековната и ранно модерната жилищна архитектура в Англия също е силно повлияна от фахверковите сгради, които често имат ясно сходство с френския фахверк по отношение на фасадния дизайн.
Подобно на региона Нормандия в Северна Франция, така и в Англия от 15-ти до 17 век се строят характерни фахверкови сграда с плътно разположени подпори (на англ.: studs), като първи примери в Англия са известни още от 13 век. Подпорите са на разстояние по-малко от 60 cm и са издигнати до голяма степен без напречни греди. В такъв стил за изградени и най-старите оцелели фахверкови (т.е. полудървени) сгради в Европа в селището Кресинг Темпъл в графство Есекс също са построени в този стил – две големи плевни от 1205 г. и 1235 г. Също така има и полудървени конструкции с почти квадратни пространства между конструктивните елементи. Въпреки това, нито при английските, нито при френските фахверкови къщи може да се установи някакво специфично развитие на стила според мястото или времето на използването му, стиловете остават същите през векове и еднакви в различните местности.
Много английски градове все още имат добри примери на фахверковата архитектура. Добре запазен пример за средновековен град е гр. Йорк в северната част на Англия и дори в градове като Лондон, фахверковите сгради са играли важна роля. Насред лондонското Сити, на плажа, все още е запазена фахверкова къща от 16-ти век. Запазени са и впечатляващи фахверкови сгради в Източна Англия, Уорикшир, Устършър, Херефордшър, Шропшър и Чешър, където се намира и „Little Moreton Hall“ – една от най-пищните запазените английски къщи от дървен материал. В гр. Кент и Съсекс съществува така наречения тип къщи „Wealden house“, които се характеризират със стрехи, разположени по покрива откъм страна на улицата и с централна зала и отворен покрив във вътрешността. От едната страна тази зала е оградена от странични, второстепенни помещения, а от другата – от жилищни помещения на собственика.

### Италия
Редки примери за фахверкови къщи в Северна Италия могат да бъдат намерени в регионите Пиемонт и Ломбардия, в градовете Комо и Болоня.

### Полша
В Северна Полша (бившите части на Прусия) е известно наличието на фахверкови къщи. На полски фахверкът се нарича „пруска стена“ и обикновено се счита за типично немски. Съответно, особено в периода след Втората световна война, многобройни дървени къщи в районите на Одер-Нейс са измазани или облицовани, за да се скрие полудървесината и немския им произход.

### Чехия
Също в части на Чехия, а именно в Бохемия, има голям брой фахверкови сгради. В много отношения те се ориентират към регионалните форми в съседните части на Германия. Известни са егерландските фахверкови къщи.

### Румъния
Фахверкови къщи могат да бъдат срещнати в Румъния главно в районите на Трансилвания с германско влияние като например Бистрица, Брашов, Медиаш, Сибиу и Сигишоара. Броят на фахверковите къщи обаче е много малък. Има малко примери за този тип архитектура и във Влашко. Повечето от тези сгради са в Синая, като например замъка Пелеш.

### Русия
Въпреки големите разрушения през Втората световна война, многобройни дървени къщи са запазени в днешната Калининградска област, която преди е принадлежала на Източна Прусия, например в град Калининград (старото немско име – Кьонигсберг) и морския курорт Зеленоградск (бившия немски град Кранц).

### Литва
В бившата област Мемел, която е отделена за първи път от Източна Прусия през 1920 г., има фахверкови къщи, особено в град Клайпеда (бившия град Мемел).

### Гърция
Липсата на дървесина неизбежно води до преход към строителство от камък и тухли. Традиционно има отделни примери на фахверкова архитектура в Северна и Северозападна Гърция.
На остров Левкада, поради опасността от земетресения, населението се е решило да въведе фахверковото строителство. Запазените сгради напомнят силно на централноевропейски образци, но са издържани в цветовата палитра, типична за средиземноморския стил. След като някои сгради са реконструирани или частично санирани, е решено да се построят изцяло нови фахверкови сгради. Спрямо разходите за конвенционална конструкция, устойчива на земетресения, фахверковата къща излиза по-икономична и предлага климатични предимства.
Фахверковата къща става модерна през 19 век, когато тя се появява в стила на историцизма, например като градинска къщичка или стражарска къщичка в романтичен контекст, например вилите от архитекта Ернст Цилер.

### Бразилия
Поради немската имиграция има няколко фахверкови къщи в Бразилия. Има градове в южната част на Бразилия с голям брой такива къщи, например Ивоти, Дойз-Ирманс, Нова Петрополис, Теутония, Блуменау, Жойнвили, Жарагуа-ду-Сул, Помероди и Куритиба. Има градове и на югоизток, например Кампус-ду-Жордау, Нова Фрибурго и Домингус-Мартинс.

### САЩ и Австралия
Фахверковите сгради идват в Северна Америка заедно с колонистите през 17-ти век и в Австралия през 19 век. Както показват пространствените структури на къщите, британското влияние е било доминиращо в САЩ, така че британските фахверкови къщи са преобладаващите. Съществуват и други влияния, например нидерландски (например холандските хамбари (на англ. Dutsch barns) представляващи халета с тягова конструкция, подобна на тези в Нидерландия и Северна Германия).
По отношение на броя, повечето от фахверковите къщи в САЩ и Австралия датират от 19 век и се състоят предимно от оскъдно скован, облицован с дървен материал отвън фахверк. Въпреки това има – например в Австралия – също и сгради от немски имигранти, които показват всички характеристики на северногерманско-пруската фахверкова архитектура до най-малките подробности.

### Япония
Подпорната конструкция с особено сложни покривни надстройки е била използвана в японското строителство на замъци. Новото в японската замъчна архитектура е смелата идея всички етажи – от сутерена до под пода на най-горния шести или седми етаж – да бъдат свързани с два непрекъснати подпорни стълба, за да се противодейства на опасността от земетресения и силни бури. Единият стълб е направен от непрекъснат ствол от ела с 24.8 метра дължина и с максимален диаметър 95 cm. Размерите му съответстват на стълба на покривното било. Вторият стълб се състои от две части (бучиниш и ела) и е подсилен през 1655 година. Подът на всички етажи се състои от дебели дъски.

### Турция
Историческият център на град Сафранболу с над 1000 фахверкови къщи е защитен обект на световното наследство на ЮНЕСКО.

## Възстановяване и реконструкция
През последните няколко десетилетия много фахверкови къщи са реставрирани, а измазаните фахверкови къщи често са „оголени“ отново, за да може фахверковата дървена конструкция под мазилката да се извади на показ. Въпреки това, много от тези „оголени“ сгради първоначално не са били планирани да бъдат показвани в този им вид, фахверкът тук е бил замислен просто като строителна конструкция, а не декоративна. Често фахверковите конструкции навремето са били измазвани, за да се симулира уж скъпа, представителна каменна сграда; чрез очукването на мазилката се подправя силно характерът на къщата и нейния исторически замисъл, същото важи и за домовете, които първоначално са били измазани с шистов камък. Тъй като полудървените фахверкови къщи често се разглеждат като типично романтични сгради „от едно време“, в градовете със силен туризъм често се срещат такива „оголени“ впоследствие къщи или къщи с преувеличени украшения и декорации (напр. фрески с „носталгични“ сцени, изрисувани афоризми и др.), за да се харесат на туристите. Също така по-късните пробиви в стените с цел изграждането на прозорци, както и други разни промени по къщата, понякога говорят против „оголването“ ѝ, дори когато фахверковата дървена конструкция първоначално е била видима. В много стари градове и села дървените къщи все още са скрити зад дебели слоеве мазилка, но самият градски пейзаж от измазани къщи – като исторически паметник – си струва да бъде запазен (например в гр. Динкелсбюл).

### Избор на строителния материал
При възстановяване на фахверкови сгради изборът на подходящи материали е много важен; в миналото материали, които са били широко разпространени сред новото строителство, са били използвани за реконструкцията на стари фахверкови къщи, но са се оказали неподходящи и са причинили множество щети. Поради своята твърдост, циментовата мазилка често се отлепва от стената вследствие на топлинните разширения и подуването и свиването на дървената конструкция. Също така, параизолиращият ефект на циментова мазилка, стиропорни панели, фасадни облицовки, топлоизолационни композитни системи, както и дисперсионни и акрилни бои също могат да доведат до овлажняване на дървената фахверкова конструкция зад стената. В късния 20 век често са се използвали вредни за здравето консерванти за дървесинен материал.
Използването на варова мазилка и особено глина, както е обичайно във фахверковото строителство от векове, допринася значително за запазването и дълголетието на фахверковите сгради. (Леко хидравлична) вар и глина са достатъчно еластични, за да понасят периодичните топлинни разширения и стеснения на дървената конструкция и благодарение на своята капилярност позволяват на конструкцията да изсъхне бързо, след като е била овлажнена от силен дъжд, водопроводни аварии или временно повишена влажност на въздуха в помещенията.
В някои региони се е утвърдил пазар за исторически компоненти, поради което съвременни резервни части като например дървесина, врати, прозорци, капаци за прозорци и обковки на врати стават достъпни. При архитектурните паметници, в случай на използване на заместителен дървен материал или други заместителни части, трябва това да бъде документирано, така че те да не бъдат погрешно разглеждани като оригинални компоненти при по-късни историческо-архитектурни изследвания.

### Енергийно обновяване
Външна изолация е възможна само при фахверкови сгради, които вече са измазани или облицовани по друг начин, и тя често променя значително външния облик, тъй като дълбочината на рамката на вратите и прозорците се уголемява, характерните декорации и компоненти като например зидарските скоби се загубват, цокълът на сградата се променя и надвесите на покрива се смаляват.
Използваема алтернатива е вътрешната изолация, която обаче трябва да се извърши от специализирани фирми, тъй като обичайните стандартни изолационни материали не са пригодни и се изисква твърде по-взискателна обработка. Като цяло трябва да се внимава, щото вътрешните компонентни слоеве да са проектирани с по-голямо дифузионно съпротивление на водна пара спрямо външните слоеве. Ако през цялото време се използват капилярно-активни материали и обработката е в голяма степен без кухини, това правило може да бъде пренебрегнато при определени обстоятелства.

### Реконструкции
Освен реставрация и „оголване“ на исторически фахверкови сгради, в няколко редки случаи се реконструират из основи отделни паметници или фахверкови архитектурни ансамбли, унищожени по време на Втората световна война. Този подход е оспорван сред специалистите. Редица къщи са реконструирани във Франкфурт на Майн. Пазарният площад в Хилдесхайм също е изграден наново из основи. В Брауншвайг през 1994 г. е реконструирана свободно стоящата Стара везна на града, където търговци са трябвали да теглят стоките си пред официални чиновници, преди да получат право да ги продават на градския пазар.

### Пренасяне в музеи на открито
Многобройни музеи на открито съдържат фахверкови къщи, които са преместени от първоначалното им местоположение, като например музеите „Hessenpark“ и „Lindlar“ в Германия. Недостатък на този подход е загубата на контекста в оригиналната местна среда и на някои технически подробности. Някои музеи съхраняват премахнати къщи, които не са могли да бъдат съхранени на оригиналното им място поради финансови причини или поради липса на свободно пространство. Докато реконструкцията първоначално се е ограничавала до повторно използване и вграждане на оригиналните греди в нови постройки, то от края на 20-ти век насам се правят опити да се възвърнат цели части на сгради или напълно цели сгради, включително видът пълнеж в пространствата между дървената конструкция.